# Jaan Rekkor
Jaan Rekkor (født 3. april 1958 i i landsbyen Hõreda) er en estisk skuespiller. Han har medvirket i skuespil på såvel Endla Teater som Eesti Draamateater og har ligeledes spillet adskillige roller i forskellige film- og tv-produktioner, bl.a. rollen som hovedpersonen "Otto Müller" i krimiserien Hvem skød Otto Mueller? fra 2022.
Rekkor blev født i Estland og uddannede sig i Märjamaa, hvorfra han studerede skuespil ved Tartu Universitet og derefter ved det estiske musikkonservatorium. Rekkor færdiggjorde uddannelsen i 1982.

## Teater
Jaan Rekkor begyndte sin skuespillerkarriere på Endla Teater i Pärnu i 1982 og skiftede i 2005 til Eesti Draamateater. Rekkors første rolle på dramateatret var titelrollen i Othello. Rekkor fortsatte herefter sin karriere på begge teatre.
På Endla Teater har Jaan Rekkor bl.a. spillet "James Tyrone" (Received heidikute kuu, 1989), "Don Juan" (Don Juan, 1990), "Tolari" (Parvepoisid, 2002) og "Heinrich IV" (Heinrich IV, 2012).

## Film- og tv-arbejde
Rekkors første store filmrolle var som "Jaanus Roog" i filmen Nipernaadi (1983), der blev instrueret af Kaljo Kiisk. I 1986 spillede han rollen som "Jaan Kreuks" i filmen Saja aasta pärast mais, også instrueret af Kiisk. I 1989 spillede Rekkor rollen som "Peeter Kängsepp" i det historiske drama Äratus, instrueret af Jüri Sillart, der fortæller historien om Sovjetunionens tvangsforflytning af forskellige befolkningsgrupper tilbage i tiden.
I 1992 spillede Jaan Rekkor rollen som "Muna" i det biografiske drama Those Old Love Letters, instrueret af Mati Põldre, der handler om musikeren Raimond Valgre. I 1997 medvirkede han i den historiske komedie All My Lenins instrueret af Hardi Volmer, og i 2000'erne medvirkede han bl.a. i komedien Röövlirahnu Martin samt komedie-dramaet The Hostage. I musicalkomedien Buratino, instrueret af Rasmus Merivo, spillede Rekkor rollen som "Carabas Barabas".
I 2010'erne har Rekkor medvirket i fantasyfilm som Väikelinna detektiivid ja valge daami saladus og dramaet Polaarpoiss.
På tv fik Jaan Rekkor sin skuespillerdebut i 1995 som "Mr. Saul" i miniserien Wikmani poisid. I 2003 spillede han rollen som "Marti" i den finske miniserie Vaarallista kokea. Fra 2006 til 2007 spillede han kriminalkommissæren "Rein Pihelgas" i krimiserien Ohtlik lend og fra 2010 til 2013 den samme karakter i den komiske krimiserie instrueret af Ain Prosa. I begge serier spillede Carmen Mikiver hustru til "Rein Pihelgas", ved navn "Iv".

## Privatliv
Jaan Rekkor er gift med Anu Lembra. Parret har tre børn; den ældste er datteren Lyssi-Ann og herefter følger sønnerne Tuudur-Jaan og Ruben-Jaan. Familien bor i Pärnu, men Rekkor deler sin arbejdstid mellem Pärnu og Tallinn.

## Filmografi (udvalg)[12]
- 2022 - Melchior the Apothecary: The Executioner's Daughter – Keterlyns far
- 2022 - Hvem skød Otto Mueller? (tv-serie) – Otto Müller
- 2022 - Burial – Milosz
- 2021 - Süü (tv-serie) – Risto Kurm
- 2018 - Berlin Station (tv-serie, medvirk. 1 afsnit) – Leks
- 2018 - Eia jõulud Tondikakul – Ott
- 2018 - Portugal – bogelsker
- 2016 - Polaarpoiss – Ott
- 2015 - Keeris (tv-serie) – Paul Roon
- 2013 - Väikelinna detektiivid ja valge daami saladus – Bonifacius
- 2013 - Mägede Varjud (tv-serie) – Madis
- 2012 - Saare Sosinad (tv-serie) – Madis Meeker
- 2010 - 2013 - Riigimehed (tv-serie) – formand for udvalget
- 2010 - 2013 - Kättemaksukontor (tv-serie) – Rein Pihelgas
- 2010 - Teise mehe pea (miniserie) – Alessandrovici
- 2009 - Buratino – Carabas Barabas
- 2008 - I Was Here – hård fyr
- 2006 - 2007 - Ohtlik lend (tv-serie) – Rein
- 2006 - Vedma – præst
- 2006 - The Hostage  – træner
- 2006 - Georg (musical-film) – far / den mørke skygge
- 2005 - Röövlirahnu Martin – Roland
- 2003 - Vaarallista kokea (miniserie) – Mart Sarnet
- 2000 - Me saame hakkama – Kalju
- 1998 - Perekondlik sündmus (kortfilm) – Telefojanski
- 1997 - All My Lenins – Katherines far
- 1996 - 1999 - M-Klubi (tv-serie) – Marssal
- 1995 - Wikmani poisid (miniserie) – Mr. Saul
- 1994 - Tulivesi – Jussi
- 1992 - Those Old Love Letters – Muna
- 1989 - Äratus – Peeter Kängsepp
- 1986 - Saja aasta pärast mais – Jaan Kreuks
- 1983 - Nipernaadi – Jaanu Roog